# تری‌فنیل‌سولفونیوم تریفلات
تری‌فنیل‌سولفونیوم تریفلات (به انگلیسی: Triphenylsulfonium triflate) با فرمول شیمیایی C۱۹H۱۵F۳O۳S۲ یک ترکیب شیمیایی با شناسه پاب‌کم ۲۴۸۷۴۵۸۹ است. که جرم مولی آن ۴۱۲٫۴۵ g/mol می‌باشد. شکل ظاهری این ترکیب، جامد بی‌رنگ است.